# Сіпарая філіпінська
Сіпарая філіпінська (Aethopyga guimarasensis) — вид горобцеподібних птахів родини нектаркових (Nectariniidae). Ендемік Філіппін. Вважався підвидом чорноволої сіпараї (Aethopyga flagrans), однак за результатами молекулярно-гентичного дослідження, проведеного Хоснером і іншими дослідниками в 2013 році був визнаний окремим видом.

## Підвиди
Виділяють два підвиди:
- A. g. guimarasensis (Steere, 1890) — острови Панай, Гуймарас;
- A. g. daphoenonota Parkes, 1963 — острів Негрос.

## Поширення і екологія
Філіпінські сіпараї мешкають на островах Панай, Гуймарас і Негрос. Живуть в тропічних вологих лісах.